# Đông Vĩnh
Đông Vĩnh là một phường thuộc thành phố Vinh, tỉnh Nghệ An, Việt Nam.
Phường Đông Vĩnh có diện tích 3,93 km², dân số năm 1999 là 9.763 người, mật độ dân số đạt 2.484 người/km².
Phường Đông Vĩnh nằm bên tuyến kênh Nhà Lê, là tuyến đường thủy đầu tiên trong lịch sử Việt Nam từ kinh đô Hoa Lư đến Đèo Ngang và được xem là tuyến đường Hồ Chí Minh trên sông vì những đóng góp cho các cuộc chiến tranh của người Việt.